# Aplocera sardalta
Aplocera sardalta là một loài bướm đêm trong họ Geometridae.